# SN 2001gr
SN 2001gr – supernowa typu Ia odkryta 18 kwietnia 2001 roku w galaktyce A100423+0740. W momencie odkrycia miała maksymalną jasność 23,30m.